# Kim Wraae Knudsen
Kim Wraae Knudsen (* 19. September 1977 in Kopenhagen) ist ein ehemaliger dänischer Kanute.

## Erfolge
Kim Wraae Knudsen nahm an zwei Olympischen Spielen teil. Bei seinem Olympiadebüt 2008 in Peking ging er mit René Holten Poulsen im Zweier-Kajak in zwei Wettbewerben an den Start. Auf der 1000-Meter-Strecke qualifizierten sie sich nach einem zweiten Platz im Vorlauf direkt für das Finale, das die beiden ebenfalls auf Rang zwei hinter Martin Hollstein und Andreas Ihle beendeten und so die Silbermedaille gewannen. Auch über 500 Meter gelang nach Rang fünf im Vorlauf und Rang drei im Halbfinale der Finaleinzug, als Fünfte verpassten sie jedoch einen weiteren Medaillengewinn.
Vier Jahre darauf startete Wraae Knudsen in London erneut in zwei Wettkämpfen. Mit Emil Stær schied er im Zweier-Kajak über 1000 Meter im Halbfinale aus und gewann das anschließende B-Finale, sodass sie den Wettbewerb auf Rang neun abschlossen. Mit dem Vierer-Kajak gelang dagegen die Qualifikation für den Endlauf. In einer Rennzeit von 2:56,542 Minuten platzierte sich die dänische Mannschaft auf Rang fünf, knapp 0,7 Sekunden hinter den ersten Medaillenrängen. Bei der Eröffnungsfeier der Spiele fungierte er als Fahnenträger der dänischen Delegation.
In den Jahren der beiden Olympischen Spiele wurde Wraae Knudsen jeweils Europameister. 2008 sicherte er sich in Mailand mit dem Zweier-Kajak über 1000 Meter den Titel, während er 2012 in Zagreb über dieselbe Strecke mit dem Vierer-Kajak erfolgreich war.